# Гідромеханічне руйнування
Гідромеханічне руйнування (рос. гидромеханическое разрушение, англ. hydromechanic breakdown, hydromechanic destruction; нім. hydromechanische Zerstörung f) – спосіб руйнування вугільного або породного масиву, при якому відбувається спільний вплив на нього тонких струменів води високого тиску і механіч. інструмента (різець, сколювач, шарошка). При цьому струменями води формуються врубові щілини, а механіч. інструментом проводиться сколювання ослаблених міжщілинних блоків. 
Принцип Г.р. покладено в основу створення очисних і прохідницьких гірн. комбайнів, які дозволяють збільшити продуктивність праці на 20-30%, знизити запиленість повітря в привибійному просторі. 